# Hajime Isayama
Hajime Isayama (諫山 創?, Isayama Hajime; Hita, 29 agosto 1986) è un fumettista giapponese.
È famoso per essere l'autore del manga dark fantasy e postapocalittico L'attacco dei giganti, con cui ha vinto il Premio Kodansha per il miglior manga shōnen nel 2011, ottenuto una nomination alla quarta edizione del Manga Taishō e una sia alla sedicesima che alla diciottesima edizione del Premio culturale Osamu Tezuka.

## Biografia
Cresciuto in un villaggio tra le montagne nella prefettura di Ōita, sin dall'asilo mostrò una passione per il disegno e durante le scuole superiori iniziarono a proporre i suoi manga alle case editrici. A 20 anni si trasferì a Tokyo, dove continuò a disegnare finché non arrivò l'ispirazione da un incidente mentre era al lavoro in un internet cafè. Iniziò così la stesura di un capitolo autoconclusivo intitolato Shingeki no Kyojin, e lo propose inizialmente ad un editore di Weekly Shōnen Jump, che però chiese all'autore di modificarlo per renderlo più vicino ai gusti dei lettori della rivista. Isayama rifiutò e portò il manga alla casa editrice Kōdansha, vincendo un premio nel 2006 al Magazine Grand Prix, un concorso promosso dalla stessa casa editrice. Nel 2008 scrisse un manga intitolato Heart Break One, con cui vinse un premio d'incoraggiamento in un concorso per giovani talenti indetto da Weekly Shōnen Magazine. Allo stesso concorso propose il manga Orz l'anno successivo. Nel settembre 2009, nella prima uscita di Bessatsu Shōnen Magazine, ha iniziato la sua prima serializzazione col manga L'attacco dei giganti (concluso, al numero 34, e con oltre 100 milioni di copie vendute). La serie ha ricevuto anche un adattamento animato di grande successo e un film live action. Nel 2014 pubblicò su Weekly Shōnen Magazine un capitolo autoconclusivo di cui scrisse la storia, intitolato Killing Pawn e disegnato da Ryōji Minagawa.

## Stile e influenze
Isayama ha indicato Project ARMS come il manga che più l'ha influenzato. Inoltre ha dichiarato di stimare molti suoi colleghi, tra i quali Tsutomu Nihei, Kentarō Miura, Ryōji Minagawa, Hideki Arai e Toru Mitsumine.
L'idea per il manga L'attacco dei giganti gli è venuta in seguito ad un'aggressione da parte di un cliente ubriaco in un internet cafè in cui Isayama lavorava. In quel momento fu assalito dalla paura per l'impossibilità di comunicare con quella persona nonostante fosse anch'egli un essere umano e pensò che l'essere umano fosse uno degli esseri più familiari ma spaventosi del pianeta. Per l'enorme muraglia che circonda l'umanità si è ispirato alla sua città natale, un villaggio rurale giapponese circondato da montagne e da cui desiderava uscire, così come il protagonista Eren Jaeger desidera uscire dalle mura per esplorare il mondo esterno.
Per i disegni dei giganti e delle loro espressioni ha rivelato di usare un testo di riferimento con varie espressioni facciali. Per il design di Eren Jaeger in versione gigante ha usato come modello il combattente di arti marziali miste Yushin Okami, mentre per il gigante corazzato si è ispirato al wrestler Brock Lesnar.
In un'intervista, Isayama disse che i suoi personaggi preferiti de L'attacco dei giganti erano Reiner Braun e Jean Kirschstein, in quanto si rispecchiava molto in lui, per la sua tendenza a dire sempre la propria opinione o prospettiva.

## Opere
- Heart Break One (2008)
- Orz (2009)
- L'attacco dei giganti (2009-2021)
- Attack on Avengers (2014) (Manga scritto in collaborazione con la Marvel, Axel Alonso e Joe Quesada)
- Killing Pawn (2014) (in collaborazione con Ryōji Minagawa)